# 盖亚

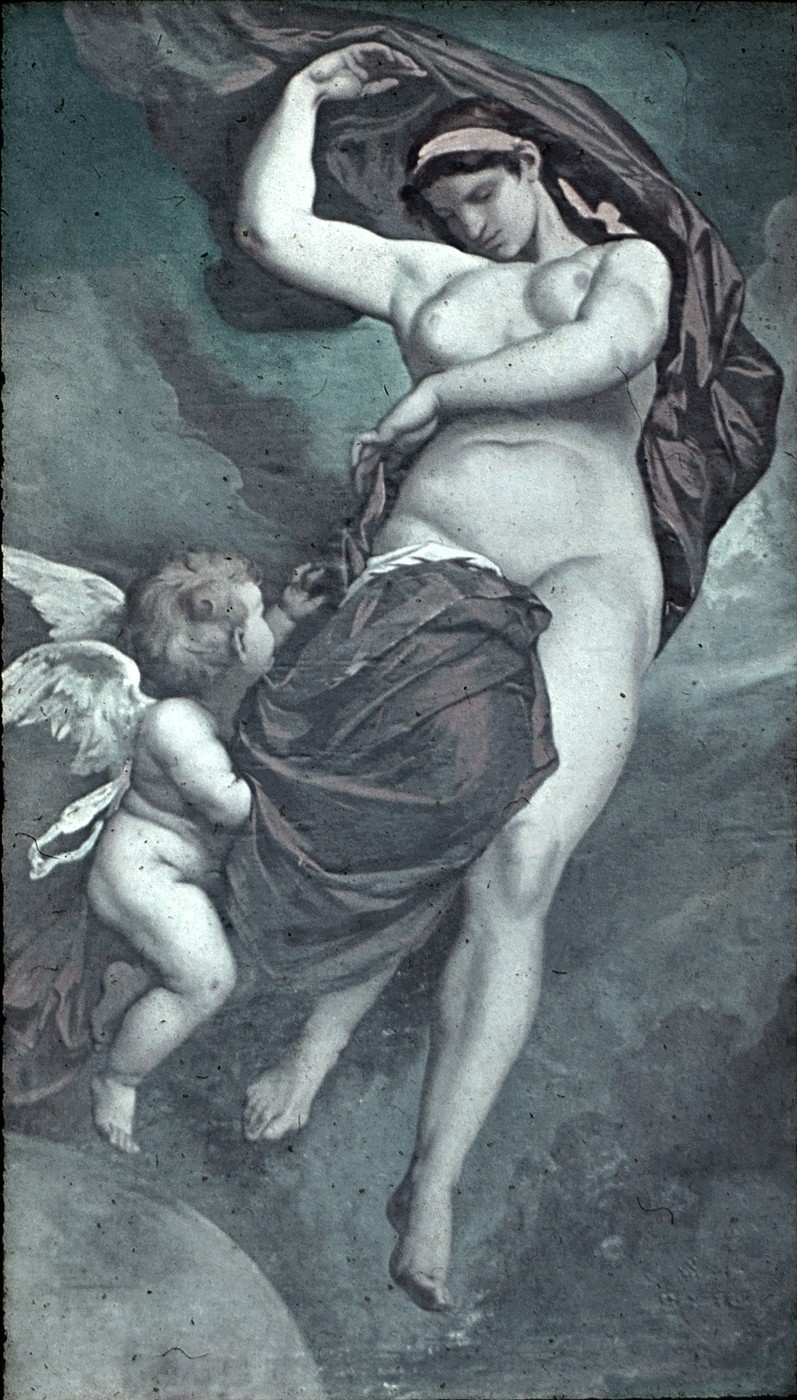
《盖亚》（安瑟尔姆·费尔巴哈/画、1875年、维也纳美术学院收藏）

盖亚（或译盖娅、该亚，或），是希腊神话中的大地女神，拥有非常显赫且德高望重的地位。她是古希腊神话中的大母神，创造了原始神祇和宇宙万有的创造之母，所有神灵和人类的始祖母神。在罗马神话中，她叫忒卢斯（Tellus）。

## 神话
盖亚是最早的神祇。太初，她由混沌（Χάος）中誕生。盖亚创造了第一位男性神—天空之神乌拉诺斯， 然後创造了海洋之神蓬托斯（Pontos）与山脈之神烏雷亞（Ourea）。她是天空之神乌拉诺斯的母亲，而后与他结合生下十二位泰坦、三位独眼巨人、三位百臂巨人。她是世界的初始，所有天神都是她的后代，第三代众神之王宙斯是她的孙子。
乌拉诺斯成为了那个时代的统治者，天和地是没有分界的。天空之父乌拉诺斯与大地之母盖亚不断交媾，并且使所有的孩子都生活在父亲乌拉诺斯的威慑之下。乌拉诺斯非常害怕他们会对自己的地位构成威胁，于是把他们藏匿在一个秘密的黑暗之地。作为母亲的盖亚十分愤怒，她召集自己所有的孩子一起商讨对策，只有最小的儿子克罗诺斯勇敢地用镰刀将乌拉诺斯阉割，从乌拉诺斯的伤口中滴出来的血又一次浸染大地，生出了复仇三女神—厄里倪厄斯、巨灵以及宁芙仙女等等。从推翻乌拉诺斯的统治直到第三代孙子宙斯开始反抗他父亲克罗诺斯时，宙斯的母亲瑞亚女神告诉他，只有联合独眼巨人和百臂巨人才能取得胜利。于是，宙斯把独目巨人从塔耳塔洛斯深渊中解放出来，为了答谢他的解救，一眾獨眼巨人锻造并献给他雷霆霹雳作为武器，因而战胜了克罗诺斯，并将所有造反的泰坦囚禁在塔耳塔洛斯中。因为看到自己的孩子被囚禁在黑暗深渊，愤怒的盖亚煽动巨灵们反抗宙斯的统治，但是失败了。于是她又同塔耳塔洛斯结合生下了怪物提丰，向奥林匹斯山发动攻击，将众神逼退到海湾很长一段时间。
后来，盖亚曾经也帮助过宙斯，当宙斯娶了第一个妻子墨提斯时，盖亚警告他，墨提斯将会生出一个比他更强大最终将占据他统治地位的后代。另外，在宙斯与希拉的婚礼上，盖亚将一棵金苹果树作为贺礼送给了希拉。最初，盖亚被视为宙斯之妻，后来则被狄俄涅、希拉、瑞亚或狄蜜特替代。在后期神话中，盖亚常与得墨忒耳以及库柏勒混为一谈。在珀尔加墨祭坛的边缘装饰上，盖亚的造型被描绘为下半身埋在土里，左手抱着丰裕之角，并高举着右手，似乎是在希望宙斯宽恕她的儿女们。与统治之神天父宙斯相比，她更像是神灵家族之中和蔼可亲的老祖母。

## 民间崇拜
盖亚在希腊各地廣受崇拜，著名的德尔斐神庙最初是她的祭殿。西方人至今還常以其名「蓋亞」代稱地球。盖亚被认为是人类的始祖，因为她掌握着生命与命运的秘密，所以她拥有无敌的预言和神示，而且比阿波罗的神谕更古老更精确。在人们极端重视纪念祖先的历史时期，人们也十分重视祭祀大地之母盖亚。人们在发誓赌咒时，她的名字是最为神圣的。
在罗马，她也会被当作婚姻女神来崇拜，她的神庙位于卡西乌斯（Cassius）曾经居住过的地方。在播种开始和结束时，人们都要向她献上节日的祭品。

## 流行文化
- 數碼暴龍宇宙-應用怪獸
  - 蓋亞獸（ガイアモン）是第50集的應用獸，環球獸和領袖獸應用合體後的姿態，擁有創造能力的神應用獸，被譽為獲得世間智慧的創世之神。
- 牙狼GARO 炎之刻印
  - 魔戒騎士之一——堅陣騎士蓋亞（ガイア）。
- TYPE-MOON系列作品
  - 與「阿賴耶」相對，代表「地球的意識」的抑止力。
- 反正我很閒
  - 【守護地球之戰】環保清高的展現！地球永續發展背後意義！大地之母蓋亞表示微笑的瞬間。
- Valorant
  - 蓋亞的復仇系列造型。
- 在無神世界裡進行傳教活動
  - 聲優為小清水亞美，帝國最強大的力量與執政官之一，擁有驚人可操縱外界野獸的能力，但因信徒較少而難以控制外來的凶獸，容易招致狂暴化並使牠們攻擊自己，導致於戰鬥時可能還需要請求敵人救自己。可使用信仰之力，但因是偽神所以只能使用真蓋亞女神的一部分力量，因她終究只是冒牌貨。
- 超人力霸王蓋亞
  - 超人力霸王蓋亞是地球意志將大地的紅色之光賜予高山我夢後所誕生的超人力霸王。

## 遊戲
- 無雙大蛇系列(3 ultimate開始)（光榮公司開發，早見沙織配音）
- 戰神系列